# Immigration and Naturalization Service
O United States Immigration and Naturalization Service (INS) foi uma agência do United States Department of Labor de 1933 a 1940 e do United States Department of Justice de 1940 a 2003.
Referida por alguns como former INS e por outros como legacy INS, a agência deixou de existir com esse nome em 1º de março de 2003, quando a maior parte de suas funções foram transferidas para três novas entidades – U.S. Citizenship and Immigration Services [en] (USCIS ), U.S. Immigration and Customs Enforcement (ICE) e U.S. Customs and Border Protection [en] (CBP) – dentro do recém-criado Department of Homeland Security (DHS), como parte de uma grande reorganização governamental após os ataques de 11 de setembro de 2001.
Antes de 1933, havia escritórios separados que administravam questões de imigração e naturalização, conhecidos como Bureau of Immigration e Bureau of Naturalization, respectivamente. O INS foi criado em 10 de junho de 1933, fundindo essas áreas de administração anteriormente separadas. Em 1890, o governo federal, e não os estados individuais, regulamentou a imigração para os Estados Unidos, e o Immigration Act of 1891 [en] estabeleceu um "Comissário de Imigração" no Departamento do Tesouro. Refletindo as mudanças nas preocupações governamentais, a imigração foi transferida para a alçada do United States Department of Commerce and Labor [en] depois de 1903 e do United States Department of Labor depois de 1913. Em 1940, com a crescente preocupação com a segurança nacional, a imigração e a naturalização foram organizadas sob a autoridade do Departamento de Justiça.
Em 2003, a administração dos serviços de imigração, incluindo residência permanente, naturalização, asilo e outras funções, passou a ser responsabilidade do Bureau of Citizenship and Immigration Services (BCIS), que existiu sob esse nome apenas por um curto período antes de mudar para United States Citizenship and Immigration Services [en] (USCIS). As funções de investigação e fiscalização do INS (incluindo investigações, deportação e inteligência) foram combinadas com os investigadores da Alfândega dos EUA para criar o U.S. Immigration and Customs Enforcement (ICE). As funções fronteiriças do INS, que incluíam a Patrulha de Fronteira e os Inspetores do INS, foram combinadas com os U.S. Customs Inspectors para criar a U.S. Customs and Border Protection [en] (CBP).